# Kealakomo

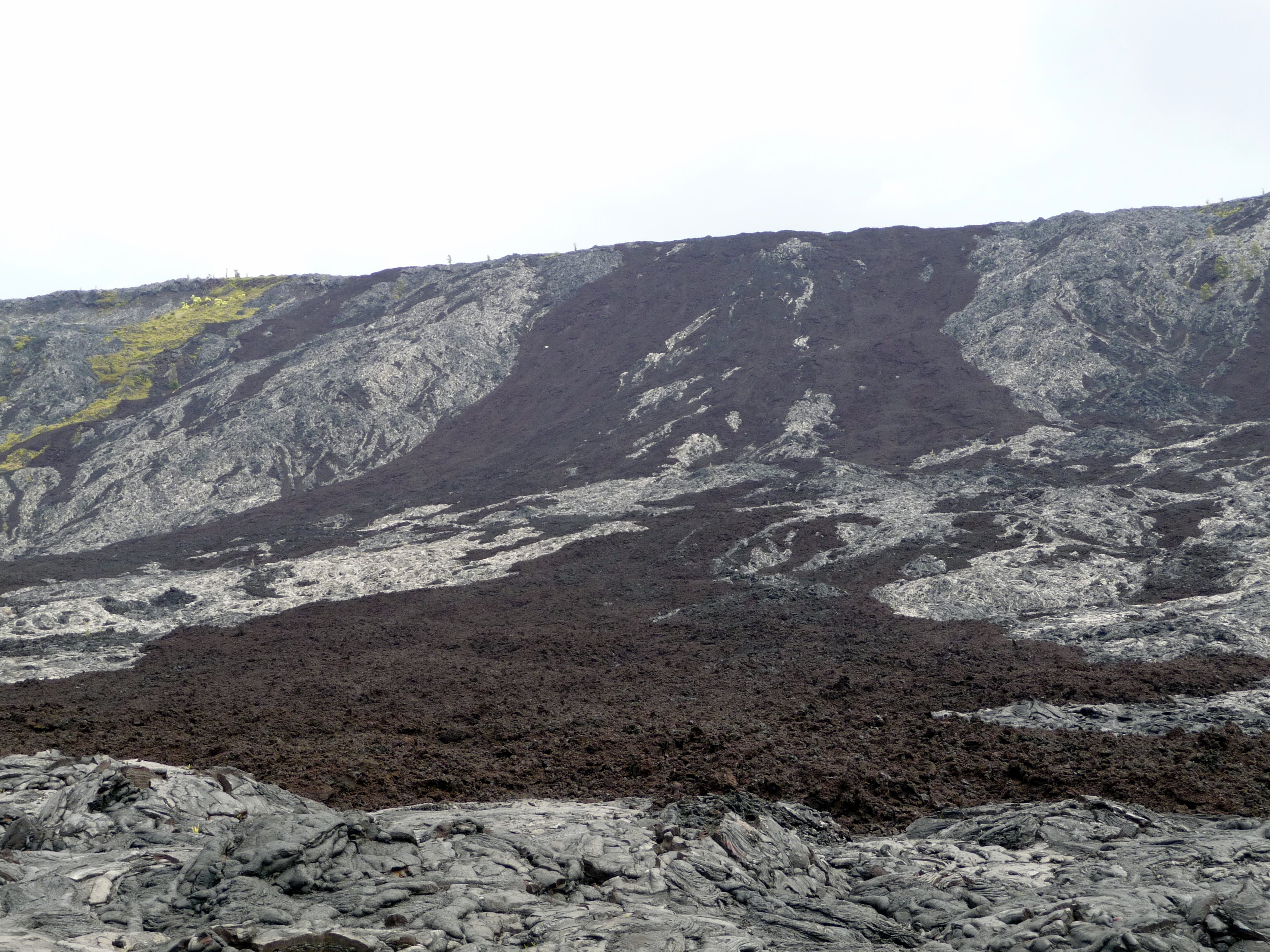
Coulées de lave du Mauna Ulu à Kealakomo.

Kealakomo est le nom d'une région inhabitée des États-Unis, à Hawaï.

## Géographie
Elle est située sur le flanc sud du Kīlauea, à cheval sur l'escarpement de Hōlei Pali. Elle est traversée par la Chain of Craters Road qui marque la limite entre les districts du comté d'Hawaï de Kaʻū au sud et de Puna au nord. Elle comporte à cet endroit un parking, une aire de pique-nique et un point de vue sur le bas des pentes du Kīlauea et l'océan Pacifique,. De ce site situé à 610 mètres d'altitude sur le rebord du Hōlei Pali débute le Nāulu Trail, un sentier de randonnée allant vers le nord, en direction du Makaopuhi.

## Histoire
À partir du 26 juin 1969, la lave émise par le Mauna Ulu commence à recouvrir ce secteur sous la forme de très grandes coulées. Elle détruira une portion de la route ainsi que des sites archéologiques hawaïens sur la côte en formant plusieurs kīpuka,.